# Sténose aortique congénitale
Pour la sténose aortique acquise et pour la page d'homonymie, voir Rétrécissement aortique et Sténose aortique.

Cœur normal.

La sténose aortique congénitale ou rétrécissement aortique congénital est une cardiopathie congénitale consistant en un rétrécissement de la voie d'éjection gauche qui se situe en dessous, au niveau de ou au-dessus de la valve aortique.

## Classification
- Sténose aortique sous-valvulaire
- Sténose aortique supravalvulaire

## Cas particulier de la bicuspidie
La bicuspidie aortique est une malformation congénitale qui n'est pas responsable par elle-même d'une sténose mais elle est prédisposée à s'épaissir et à se calcifier. Cette bicuspidie calcifiée sera alors responsable d'une sténose aortique.
La bicuspidie aortique est présente chez 1 % des enfants.

## Description
La sténose aortique congénitale stricto sensu peut également survenir chez l'enfant. Elle représente 10 % des sténoses aortiques et aura pour origine la bicuspidie dans seulement 50 % des cas.
On note également une plus grande fréquence d'autres malformations qui lui sont associées (coarctation de l'aorte, communication interventriculaire, etc.).
Il existe deux types anatomiques : 
1. Une sténose supra valvulaire (9 % des cas) est soit secondaire à un rétrécissement de l'aorte soit à la présence d'une membrane. Les coronaires, naissant au-dessus de la valve aortique, peuvent subir les effets hémodynamiques de la sténose. 
Cet obstacle oblige à une dérivation du sang oxygénée du fœtus qui passe par la communication interauriculaire puis dans le ventricule droit, dans l'artère pulmonaire et passe par le canal artériel. Le cerveau fœtal, organe le plus sensible à l'hypoxie et principal bénéficiaire du sang riche en oxygène du fœtus, est perfusé de façon rétrograde par l'isthme aortique ;
2. Une sténose aortique supra-valvulaire (1 %) qui est parfois associée à une sténose valvulaire ou à des dysmorphies (syndrome de Williams).

Cette pathologie serait quatre fois plus fréquente chez les garçons que chez les filles.

## Diagnostic

### Anténatal
Le diagnostic anténatal de cette lésion dépend de la gravité de la sténose. Si elle est mineure, elle peut tout à fait passer inaperçue sauf en cas d'étude systématique du flux sanguin à travers la valve par le doppler couleur.

#### Aspects échographiques avant la naissance

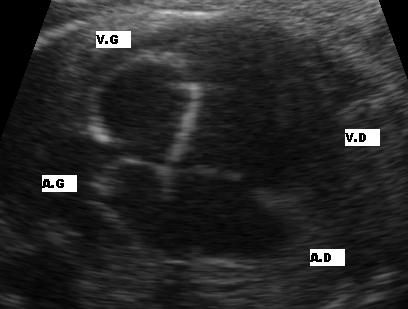
Sténose de l'aorte : Coupe des 4 cavités (Fœtus 26 S.A). Ventricule gauche ballonisée avec paroi hyperbrillante traduisant une souffrance du myocarde.

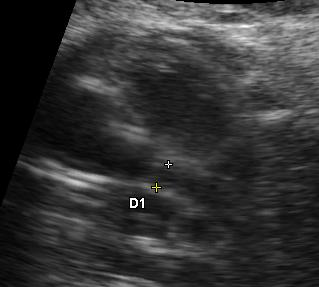
Aorte rétrécie 3 mm à 26 semaines.

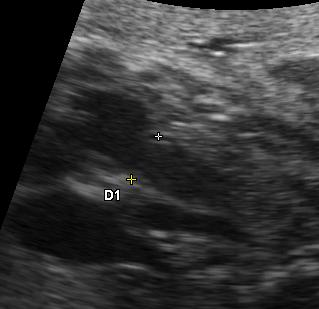
Artère pulmonaire élargie 7 mm (26 semaines).

Plusieurs aspects peuvent se rencontrer: une hypertrophie ou une hypoplasie du ventricule gauche ou un ventricule gauche quasiment sans aucune contraction sans aucun flux sanguin au doppler. La circulation du sang étant alors uniquement assuré par le ventricule droit. Le pronostic de cette maladie dépendra du ventricule droit. La visualisation directe d'une ouverture incomplète de la valve aortique et la présence de turbulence au niveau aortique par doppler couleur sont les deux signes directes de cette pathologie mais difficiles à visualiser lors de l'échographie obstétricale. Une brillance anormale du ventricule gauche est un signe de souffrance myocardique par diminution du flux sanguin des coronaires.
Les diagnostics différentiels principaux sont l'hypoplasie du cœur gauche et une cardiomyopathie.

## Gestion de la grossesse
Un caryotype du fœtus pourra être proposé au parent après conseil génétique.
Une surveillance très régulière par un cardiopédiatre est indispensable afin de chercher une décompensation cardiaque du fœtus dont les premiers signes sont l'apparition d'une fuite de la tricuspide. En fonction du terme de la grossesse et des résultats des échographies, une programmation de l'accouchement pourra être envisagée.
L'accouchement se fera dans un hôpital disposant d'un service de réanimation néo-natal et de cardiopédiatre.

## Prise en charge du nouveau-né

### Traitement
La dilatation de la valve. Il faut noter que la sténose chez l'enfant souple en l'absence de calcification est la seule indication résiduelle de cette technique.

### Conseil génétique
La sténose dynamique est souvent héritée selon un mode dominant. 
La sténose sous valvulaire fait partie des anomalies du Turner et du Noonan. La sténose supra valvulaire est une caractéristique du syndrome de Williams.
En l'absence de maladie à transmission héréditaire, le risque d'avoir un autre enfant atteint de cette pathologie est de 2 % mais passe à 6 % si deux enfants sont atteints. Si la mère est porteuse de cette pathologie, le risque se situe entre 13 et 18 %. Il est de seulement 3 % si c'est le père qui est porteur de la sténose.